# Galeria Tygiel
Galeria Tygiel - prywatna galeria sztuki przy ulicy Antoniego Abrahama 86 w Gdyni. 
Galeria w swojej działalności wystawienniczej prezentowała prace m.in. takich artystów jak: Zbigniew Gorlak, Joanna Kamirska-Niezgoda, Jan Misiek, Marek Model, Stanisław Olesiejuk, Zbigniew Wąsiel, Marek Wróbel.